# Puchar Świata w kolarstwie torowym 2005/2006
Puchar Świata w kolarstwie torowym w sezonie 2005/2006 to 14. edycja tej imprezy. Organizowany przez UCI, obejmował cztery rundy: w stolicy Rosji - Moskwie w dniach 4-6 listopada 2005 roku, w brytyjskim Manchesterze w dniach 9-11 grudnia 2005 roku, w amerykańskim Los Angeles w dniach 20-22 stycznia 2006 oraz w australijskim Sydney w dniach 1-3 marca 2006.
Trofeum sprzed roku obroniła reprezentacja Holandii.

## Klasyfikacja narodów
| Miejsce | Państwo         | Punkty |
| ------- | --------------- | ------ |
| 1.      | Holandia        | 314    |
| 2.      | Rosja           | 280    |
| 3.      | Niemcy          | 258    |
| 4.      | Australia       | 223    |
| 5.      | Francja         | 208    |
| 6.      | Hiszpania       | 193    |
| 7.      | Włochy          | 189    |
| 8.      | Chiny           | 174    |
| 9.      | Wielka Brytania | 154    |
| 10.     | Polska          | 149    |

## Wyniki

### Mężczyźni

#### Keirin
| Lp | Miasto               | 1. miejsce       | 2. miejsce            | 3. miejsce              |
| -- | -------------------- | ---------------- | --------------------- | ----------------------- |
| 1. | Moskwa               | Andrij Wynokurow | Łukasz Kwiatkowski    | Adam Ptáčník            |
| 2. | Manchester           | Maximilian Levy  | José Antonio Escuredo | Josiah Ng On Lam        |
| 3. | Los Angeles          | Shane Kelly      | Teun Mulder           | Jamie Staff             |
| 4. | Sydney               | Theo Bos         | Josiah Ng On Lam      | Jan Van Eijden          |
|    | Klasyfikacja końcowa | Josiah Ng On Lam | Andrij Wynokurow      | José Antonio Villanueva |

#### 1000 m
| Lp | Miasto               | 1. miejsce    | 2. miejsce        | 3. miejsce      |
| -- | -------------------- | ------------- | ----------------- | --------------- |
| 1. | Moskwa               | Jason Queally | Carsten Bergemann | Alois Kaňkovský |
| 2. | Manchester           | Chris Hoy     | Jason Queally     | Tim Veldt       |
| 3. | Los Angeles          | Ben Kersten   | Tim Veldt         | François Pervis |
| 4. | Sydney               | Feng Yong     | François Pervis   | Joel Leonard    |
|    | Klasyfikacja końcowa | Tim Veldt     | Jason Queally     | Tomasz Schmidt  |

#### Sprint indywidualny
| Lp | Miasto               | 1. miejsce    | 2. miejsce       | 3. miejsce         |
| -- | -------------------- | ------------- | ---------------- | ------------------ |
| 1. | Moskwa               | Stefan Nimke  | Craig MacLean    | Takashi Kaneko     |
| 2. | Manchester           | Theo Bos      | Teun Mulder      | Mickaël Bourgain   |
| 3. | Los Angeles          | Grégory Baugé | Mickaël Bourgain | Michael Blatchford |
| 4. | Sydney               | Grégory Baugé | Damian Zieliński | Arnaud Tournant    |
|    | Klasyfikacja końcowa | Grégory Baugé | Teun Mulder      | Mickaël Bourgain   |

#### Sprint drużynowy
| Lp | Miasto               | 1. miejsce                                                   | 2. miejsce                                                          | 3. miejsce                                                                   |
| -- | -------------------- | ------------------------------------------------------------ | ------------------------------------------------------------------- | ---------------------------------------------------------------------------- |
| 1. | Moskwa               | Niemcy · Carsten Bergemann · Matthias John · Stefan Nimke    | Wielka Brytania · Chris Hoy · Craig MacLean · Jason Queally         | Hiszpania · José Antonio Escuredo · Salvador Meliá · José Antonio Villanueva |
| 2. | Manchester           | Wielka Brytania · Ross Edgar · Chris Hoy · Craig MacLean     | Holandia · Theo Bos · Teun Mulder · Tim Veldt                       | Niemcy · Maximilian Levy · Benjamin Wittmann · Robert Förstemann             |
| 3. | Los Angeles          | Francja · Grégory Baugé · Mickaël Bourgain · François Pervis | Polska · Łukasz Kwiatkowski · Krzysztof Szymanek · Damian Zieliński | Australia · Ryan Bayley · Shane Kelly · Shane Perkins                        |
| 4. | Sydney               | Holandia · Theo Bos · Teun Mulder · Tim Veldt                | Francja · Grégory Baugé · François Pervis · Arnaud Tournant         | Japonia · Masaki Inoue · Takashi Kaneko · Kazunari Watanabe                  |
|    | Klasyfikacja końcowa | Polska                                                       | Niemcy                                                              | Holandia                                                                     |

#### Wyścig indywidualny na dochodzenie
| Lp | Miasto               | 1. miejsce    | 2. miejsce          | 3. miejsce       |
| -- | -------------------- | ------------- | ------------------- | ---------------- |
| 1. | Moskwa               | Jens Mouris   | Mark Jamieson       | Aleksandr Sierow |
| 2. | Manchester           | Paul Manning  | Wołodymyr Diudia    | Levi Heimans     |
| 3. | Los Angeles          | Sergi Escobar | Jens Mouris         | Jason Allen      |
| 4. | Sydney               | Rob Hayles    | Aleksandr Chatuncew | Michael Ford     |
|    | Klasyfikacja końcowa | Jens Mouris   | Aleksandr Chatuncew | Aleksandr Sierow |

#### Wyścig drużynowy na dochodzenie
| Lp | Miasto               | 1. miejsce                                                                    | 2. miejsce                                                                          | 3. miejsce                                                                       |
| -- | -------------------- | ----------------------------------------------------------------------------- | ----------------------------------------------------------------------------------- | -------------------------------------------------------------------------------- |
| 1. | Moskwa               | Australia · Peter Dawson · Matthew Goss · Ashley Hutchinson · Mark Jamieson   | Rosja · Siergiej Klimow · Anton Mindlin · Aleksandr Sierow · Nikołaj Trusow         | Ukraina · Andrij Kutało · Roman Kononenko · Witalij Popkow · Wołodymyr Zahorodny |
| 2. | Manchester           | Nowa Zelandia · Jason Allen · Hayden Godfrey · Timothy Gudsell · Marc Ryan    | Wielka Brytania · Mark Cavendish · Robert Hayles · Paul Manning · Chris Newton      | Holandia · Levi Heimans · Jens Mouris · Wim Stroetinga · Niki Terpstra           |
| 3. | Los Angeles          | Rosja · Siergiej Klimow · Iwan Rownyj · Aleksandr Sierow · Nikołaj Trusow     | Holandia · Levi Heimans · Geert-Jan Jonkman · Jens Mouris · Niki Terpstra           | Hiszpania · Sergi Escobar · Guillermo Ferrer · David Muntaner · Carlos Torrent   |
| 4. | Sydney               | Dania · Casper Jørgensen · Jens-Erik Madsen · Michael Mørkøv · Alex Rasmussen | Ukraina · Lubomyr Połatajko · Maksym Poliszczuk · Witalij Popkow · Witalij Szczedow | Wielka Brytania · Edward Clancy · Ian Stannard · Andrew Tennant · Geraint Thomas |
|    | Klasyfikacja końcowa | Rosja                                                                         | Ukraina                                                                             | Holandia                                                                         |

#### Scratch
| Lp | Miasto               | 1. miejsce      | 2. miejsce      | 3. miejsce          |
| -- | -------------------- | --------------- | --------------- | ------------------- |
| 1. | Moskwa               | Iwan Kowalow    | Andreas Müller  | Jérôme Neuville     |
| 2. | Manchester           | Rafał Ratajczyk | Matthew Gilmore | Joanis Tamuridis    |
| 3. | Los Angeles          | Walter Pérez    | Iwan Kowalow    | Taiji Nishitani     |
| 4. | Sydney               | Rafał Ratajczyk | Jang Sun Jae    | Aleksandr Chatuncew |
|    | Klasyfikacja końcowa | Iwan Kowalow    | Rafał Ratajczyk | Wim Stroetinga      |

#### Madison
| Lp | Miasto               | 1. miejsce                                   | 2. miejsce                                | 3. miejsce                                        |
| -- | -------------------- | -------------------------------------------- | ----------------------------------------- | ------------------------------------------------- |
| 1. | Moskwa               | Rosja · Michaił Ignatjew · Nikołaj Trusow    | Niemcy · Guido Fulst · Leif Lampater      | Belgia · Kenny De Ketele · Steve Schets           |
| 2. | Manchester           | Niemcy · Guido Fulst · Leif Lampater         | Rosja · Michaił Ignatjew · Nikołaj Trusow | Wielka Brytania · Mark Cavendish · Robert Hayles  |
| 3. | Los Angeles          | Argentyna · Ángel Darío Colla · Walter Pérez | Holandia · Jens Mouris · Niki Terpstra    | Rosja · Michaił Ignatjew · Nikołaj Trusow         |
| 4. | Sydney               | Dania · Michael Mørkøv · Alex Rasmussen      | Włochy · Fabio Masotti · Marco Villa      | Wielka Brytania · Mark Cavendish · Geraint Thomas |
|    | Klasyfikacja końcowa | Rosja                                        | Niemcy                                    | Dania                                             |

#### Wyścig punktowy
| Lp | Miasto               | 1. miejsce          | 2. miejsce       | 3. miejsce       |
| -- | -------------------- | ------------------- | ---------------- | ---------------- |
| 1. | Moskwa               | Sebastian Cancio    | Colby Pearce     | Petr Lazar       |
| 2. | Manchester           | Guido Fulst         | Peter Schep      | Martin Bláha     |
| 3. | Los Angeles          | Michaił Ignatjew    | Joanis Tamuridis | Joan Llaneras    |
| 4. | Sydney               | Niki Terpstra       | Kazuhiro Mori    | Chris Newton     |
|    | Klasyfikacja końcowa | Siergiej Kolesnikow | Michaił Ignatjew | Sebastian Cancio |

### Kobiety

#### Keirin
| Lp | Miasto               | 1. miejsce      | 2. miejsce     | 3. miejsce         |
| -- | -------------------- | --------------- | -------------- | ------------------ |
| 1. | Moskwa               | Tamiłła Abasowa | Christin Muche | Di Mu              |
| 2. | Manchester           | Clara Sanchez   | Elisa Frisoni  | Victoria Pendleton |
| 3. | Los Angeles          | Clara Sanchez   | Guo Shuang     | Elisa Frisoni      |
| 4. | Sydney               | Di Mu           | Jennie Reed    | Elisa Frisoni      |
|    | Klasyfikacja końcowa | Elisa Frisoni   | Clara Sanchez  | Di Mu              |

#### 500 m
| Lp | Miasto               | 1. miejsce       | 2. miejsce         | 3. miejsce         |
| -- | -------------------- | ---------------- | ------------------ | ------------------ |
| 1. | Moskwa               | Natalla Cylinska | Simona Krupeckaitė | Tamiłła Abasowa    |
| 2. | Manchester           | Natalla Cylinska | Yvonne Hijgenaar   | Victoria Pendleton |
| 3. | Los Angeles          | Natalla Cylinska | Guo Shuang         | Yvonne Hijgenaar   |
| 4. | Sydney               | Yvonne Hijgenaar | Elisa Frisoni      | Tamiłła Abasowa    |
|    | Klasyfikacja końcowa | Natalla Cylinska | Yvonne Hijgenaar   | Elisa Frisoni      |

#### Sprint indywidualny
| Lp | Miasto               | 1. miejsce         | 2. miejsce         | 3. miejsce     |
| -- | -------------------- | ------------------ | ------------------ | -------------- |
| 1. | Moskwa               | Natalla Cylinska   | Victoria Pendleton | Christin Muche |
| 2. | Manchester           | Victoria Pendleton | Natalla Cylinska   | Guo Shuang     |
| 3. | Los Angeles          | Natalla Cylinska   | Clara Sanchez      | Guo Shuang     |
| 4. | Sydney               | Anna Meares        | Jennie Reed        | Elisa Frisoni  |
|    | Klasyfikacja końcowa | Natalla Cylinska   | Victoria Pendleton | Elisa Frisoni  |

#### Wyścig indywidualny na dochodzenie
| Lp | Miasto               | 1. miejsce        | 2. miejsce        | 3. miejsce        |
| -- | -------------------- | ----------------- | ----------------- | ----------------- |
| 1. | Moskwa               | Li Meifang        | Wendy Houvenaghel | Olga Slusariewa   |
| 2. | Manchester           | Katherine Bates   | Sarah Hammer      | Larissa Kleinmann |
| 3. | Los Angeles          | Sarah Hammer      | María Luisa Calle | Julija Arustamowa |
| 4. | Sydney               | Wendy Houvenaghel | Li Wang           | Kristin Armstrong |
|    | Klasyfikacja końcowa | Wendy Houvenaghel | Sarah Hammer      | María Luisa Calle |

#### Scratch
| Lp | Miasto               | 1. miejsce        | 2. miejsce        | 3. miejsce         |
| -- | -------------------- | ----------------- | ----------------- | ------------------ |
| 1. | Moskwa               | Yoanka González   | Ludmiła Wypyrajło | Belinda Goss       |
| 2. | Manchester           | Adrie Visser      | Katherine Bates   | Gema Pascual       |
| 3. | Los Angeles          | Sarah Hammer      | Rebecca Quinn     | Annalisa Cucinotta |
| 4. | Sydney               | Julija Arustamowa | Jarmila Machačová | Alona Prudnikowa   |
|    | Klasyfikacja końcowa | Julija Arustamowa | Ludmiła Wypyrajło | Belinda Goss       |

#### Wyścig punktowy
| Lp | Miasto               | 1. miejsce       | 2. miejsce      | 3. miejsce     |
| -- | -------------------- | ---------------- | --------------- | -------------- |
| 1. | Moskwa               | Olga Slusariewa  | Yoanka González | Lada Kozlíková |
| 2. | Manchester           | Sarah Hammer     | Li Yan          | Gema Pascual   |
| 3. | Los Angeles          | Giorgia Bronzini | Rebecca Quinn   | Li Yan         |
| 4. | Sydney               | Vera Carrara     | Leire Olaberria | Nikki Harris   |
|    | Klasyfikacja końcowa | Gema Pascual     | Li Yan          | Vera Carrara   |